# Wendekreiswüste
Im Bereich der Wendekreise bei 23,5° existieren Wendekreiswüsten wie die Sahara und Kalahari, weil die dort häufig auftretenden Hochdruckgebiete die Wolken auflösen und es deshalb keinen Niederschlag geben kann.
Die Hochdruckgebiete kommen durch die Passatinversion zustande. Durch die starke Sonneneinstrahlung über einen großen Winkel (maximal 90°) wird in der Äquatorregion die Erde besonders stark erwärmt. Ebenso verdunstet viel Wasser. Da es in der Tropopause eine Inversionsschicht gibt, können die Luftmassen nicht weiter aufsteigen. Sie werden nach Norden und Süden abgelenkt. Durch die Kondensation des Wasserdampfes beginnt es zu regnen. In der Wendekreisregion beginnt die abgekühlte Luft, in der keine Feuchtigkeit mehr enthalten ist, abzusinken. Absteigende Luftmassen bewirken stets eine Auflösung der Wolken. In Bodennähe strömt die Luft wieder in die Äquatorregion zurück. Durch die Coriolisablenkung entstehen die Passatwinde.
Wendekreiswüsten sind:
- am nördlichen Wendekreis: Sahara in Nordafrika, Rub al-Chali und Nefud auf der Arabischen Halbinsel, sowie die Wüste Thar in Indien.
- am südlichen Wendekreis: Kalahari im Süden von Afrika, Große Sandwüste in Westaustralien, Atacama-Wüste in Chile.